# Josephine St. Pierre Ruffin
Josephine St. Pierre Ruffin (31 de agosto de 1842 - 13 de marzo de 1924) fue una editora, periodista y sufragista afroamericana que luchó por los derechos civiles. Fundó The Woman's Era (La Era de la Mujer), el primer periódico publicado por y para mujeres afroamericanas.

## Biografía
Josephine St. PIerre Ruffin nació en Boston, Massachusetts, y fue la sexta de seis hermanos. Su padre, John St. Pierre, tenía antecesores de África, Francia y la India. Su madre, Eliza Matilda Menhenick St. Pierre, creció en Cornualles, Inglaterra. Fue educada en escuelas públicas en Salem, Massachusetts, y en una escuela privada en Nueva York, en la que no había segregación racial. Cuando tenía 16 años se casó con George Lewis Ruffin, un barbero de una familia adinerada, y se mudaron a Inglaterra, buscando escapar del creciente racismo de Estados Unidos.

## Trayectoria
Cuando la guerra civil estadounidense empezó, la pareja volvió a su país para trabajar para la Unión y para ayudar a la abolición de la esclavitud. Ruffin reclutó soldados para el regimiento Afroamericano de Massachusetts y trabajó para la Comisión Sanitaria de EE. UU. durante la guerra. Después de la guerra, se volvió activa en la Federación de Clubs de Mujeres del estado de Massachusetts y en varias causas caritativas.
También participó en la Junta de la Asociación de Educación Moral de Massachusetts y en la Asociación de Sufragio Escolar de Massachusetts, trabajando al lado de otras líderes de Nueva Inglaterra, incluyendo a Julia Ward Howe y Lucy Stone.
En 1869, el movimiento de sufragio femenino se separó en dos bandos. La Asociación Americana de Sufragio Femenino (AWSA), liderado por Lucy Stone y Julia Ward Howe, quienes creían que cualquier paso adelante para la igualdad era un paso adelante para todo el mundo, y la Asociación Nacional de Sufragio Femenino (NWSA), liderado por Elizabeth Cady Stanton y Susan B. Anthony, creían que los derechos de las mujeres tenían que estar por encima del resto. Ruffin se unió a la AWSA.
También escribió para el semanario negro, The Courant, y se convirtió en miembro de la Asociación de Prensa de Mujeres de Nueva Inglaterra. Cuando su marido falleció en 1886, Ruffin usó su seguridad económica y sus habilidades de organización para empezar el Woman's Era, el primer periódico de Estados Unidos publicado por y para mujeres afroamericanas. Trabajó como editora y creadora de contenidos entre 1890 y 1897. Mientras promovía actividades interraciales, el Woman's Era pedía a las mujeres negras que exigieran mejores derechos para su etnia.
En 1894, Ruffin organizó el Woman's Era Club (más tarde llamado New Era Club), un grupo de defensa de las mujeres negras, con la ayuda de su hija Florida Ridley y Maria Baldwin, una directora de una escuela de Boston.
En 1895, Ruffin organizó la Federación Nacional de Mujeres Afroamericanas. Convocó la Primera Conferencia Nacional de Mujeres de Color de América en Boston, a la que atendieron mujeres de 42 clubs de mujeres negras de 14 estados diferentes. En el año siguiente, la organización se unió con la Liga de Mujeres de Color para formar la Asociación Nacional de Clubs de Mujeres de Color (NACWC). Mary Church Terrell fue elegida presidenta y Ruffin trabajó como una de las vicepresidentas.
Justo cuando la NACWC se estaba formando, Ruffin estaba creando el Club de Mujeres de Nueva Inglaterra. Cuando la Federación General de Clubs de Mujeres se reunió en Miwaukee en 1900, decidió asistir como representante de tres organizaciones: el New Era Club, el Club de Mujeres de Nueva Inglaterra y el Club de Prensa de Mujeres de Nueva Inglaterra. En la Federación General las mujeres sureñas ocupaban los cargos de poder y, cuando el Comité Ejecutivo descubrió que todos los miembros del club New Era eran negros, no aceptaron las credenciales de Ruffin. Le dijeron que podía ser representante de los dos clubs de blancas pero no del de negras. Rechazó por principios y fue excluida de los procedimientos. Estos sucesos se conocieron como "El Incidente Ruffin" y fueron cubiertos por periódicos de todo el país, la mayoría apoyando a Ruffin. Más tarde, el club Woman's Era hizo una declaración oficial en la que afirmaban que "las mujeres de color deberían confinarse en sus clubs y el amplio campo de trabajo abierto para ellas en ellos".
El club New Era se deshizo en 1903, pero Ruffin se mantuvo activa en la lucha por la igualdad de derechos y, en 1910, ayudó a formar la Asociación Nacional para el Progreso de las Personas de Color (NAACP). Junto con otras mujeres que habían pertenecido al club New Era, cofundó la Liga de Mujeres en Servicio Comunitario, la cual aún existe hoy en día.

## Vida personal
Josephine St. Pierre Ruffin se casó con George Lewis Ruffin (1834-1886), quien se convirtió en el primer hombre afroamericano que se graduó en la Escuela de Derecho de Harward, el primer afroamericano elegido para el consejo municipal de la ciudad de Boston y el primer afroamericano en ser juez municipal. Josephine y Ruffin se casaron en 1858 cuando ella tenía 16 años. La pareja se mudó a Liverpool pero volvió a Boston pronto y se compraron una casa en West End. Tuieron cinco hijos: Hubert, un abogado; Florida Ridley, directora de colegio y cofundadora de Woman's Era; Stanley, inventor; George, músico; y Roberto, quien murió en su primer año de vida.
Murió de nefritis en su casa en St. Botolph Street, Boston, en 1924, y fue enterrada en el cementerio de Mount Auburn, Cambridge.
Su casa en Charles Street es uno de los lugares que se pueden visitar en el Camino de la Herencia de las Mujeres de Boston.